# Équation de Goldman-Hodgkin-Katz en tension
L'équation de Goldman-Hodgkin-Katz est une généralisation de l'équation de Nernst pour le cas d'une membrane renfermant plusieurs types de conductances. 
Dans le cas d'une membrane séparant deux solutions renfermant un mélange NaCl + KCl et perméables à ces trois ions, on démontre que le potentiel de membrane {\displaystyle E_{m}} a pour valeur :
{\displaystyle E_{m}={\frac {RT}{F}}\ln {\left({\frac {P_{Na^{+}}[Na^{+}]_{ext}+P_{K^{+}}[K^{+}]_{ext}+P_{Cl^{-}}[Cl^{-}]_{int}}{P_{Na^{+}}[Na^{+}]_{int}+P_{K^{+}}[K^{+}]_{int}+P_{Cl^{-}}[Cl^{-}]_{ext}}}\right)}}
Avec 
- Pi la perméabilité de la membrane pour l'espèce i
- [i] la concentration de l'espèce i dans le compartiment externe ou interne
- R la constante des gaz parfaits
- T la température en kelvin
- F la constante de Faraday
  - (F = 96 485 C.mol-1 = N e où N est le nombre d'Avogadro et e la charge élémentaire de l'électron)
- ln le logarithme népérien.

On voit que dans le cas d'une seule conductance, toutes les permeabilités Pi sont nulles sauf une, cette équation se réduit à l'équation de Nernst.
Il est aisé de généraliser cette équation au cas où plus de trois espèces ioniques sont concernées. En pratique, on élimine les autres conductances soit en les inhibant à l'aide d'inhibiteurs spécifiques des canaux, soit en substituant l'ion perméant par un qui ne l'est pas.

## Démonstration[1]
Dans une cellule, perméable à certains ions notés i, le potentiel électrochimique de membrane Em est causé par l'équilibre thermodynamique entre le champ électrique moyen et le gradient de concentration ionique [i] entre l'intérieur et l'extérieur de la cellule. Afin de faciliter les calculs, il est considéré que le mouvement des ions se produit uniquement dans la direction x et que le champ électrique est constant à travers la membrane, de telle façon qu'il prend la valeur Em/L, où L est la largeur de celle-ci.
Le flux ionique ji, c'est-à-dire le nombre d'ions traversant, vers l'extérieur, une unité d'aire de la membrane  par unité de temps, est déterminé par l'équation de Nernst-Planck.
{\displaystyle j_{i}=-D_{i}\left({\frac {d[i]}{dx}}-{\frac {z_{i}F}{RT}}{\frac {E_{m}}{L}}[i]\right)}
Ici. le premier terme correspond la loi de Fick décrivant la diffusion de la matière dans un milieu avec une constante de diffusion Di. Le second se réfère à la relation d'Einstein pour un ion de valence zi à une température T (K). R et F correspondent aux constantes des gaz parfaits et de Faraday respectivement. 
Par la méthode de séparation de variable, il est possible de résoudre cette équation différentielle afin d'obtenir une expression du flux en fonction de la concentration interne [i]int et externe [i]ext de la cellule.
{\displaystyle j_{i}=z_{i}{\frac {FE_{m}}{RT}}{\frac {D_{i}}{L}}\left({\frac {[i]_{ext}-[i]_{int}e^{z_{i}{\frac {FE_{m}}{RT}}}}{1-e^{z_{i}{\frac {FE_{m}}{RT}}}}}\right)}
La densité de courant électrique peut alors être dérivée en multipliant ji par la charge de l'ion qi = ziF. De plus, il devient alors possible de définir la perméabilité ionique Pi comme étant:
{\displaystyle P_{i}={\frac {D_{i}}{L}}}
À l'équilibre, on suppose que le courant total qui traverse la membrane est nul. 
{\displaystyle J_{tot}=\sum \limits _{i}J_{i}=0}
L'équation générale qui en résulte devient particulièrement complexe à résoudre. Ainsi, seuls les ions de valence +1 ou -1 sont généralement considérés dans les calculs, ce qui en simplifie grandement la résolution. Cette approximation est valable puisque les ions contribuant majoritairement au potentiel membranaire sont le potassium (zK = +1), le sodium (zNa = +1) et le chlore (zCl = -1). Le total du courant peut alors être exprimé par l'équation suivante:
{\displaystyle \sum \limits _{cations}P_{i}\left([i]_{ext}-[i]_{int}e^{\frac {E_{m}F}{RT}}\right)+\sum \limits _{anions}P_{i}\left([i]_{int}-[i]_{ext}e^{\frac {E_{m}F}{RT}}\right)=0}
Il est à noter que les deux sommations sont séparées, car les concentrations internes et externes sont interverties en raison de la valence des ions. À la suite de quelques manipulations algébriques, Em peut être isolé pour obtenir l'équation de Goldman-Hodgkin-Katz.
{\displaystyle E_{m}={\frac {RT}{F}}\ln {\frac {\sum \limits _{cations}P_{i}[i]_{ext}+\sum \limits _{anions}P_{i}[i]_{int}}{\sum \limits _{cations}P_{i}[i]_{int}+\sum \limits _{anions}P_{i}[i]_{ext}}}}